# Große Petersgrube

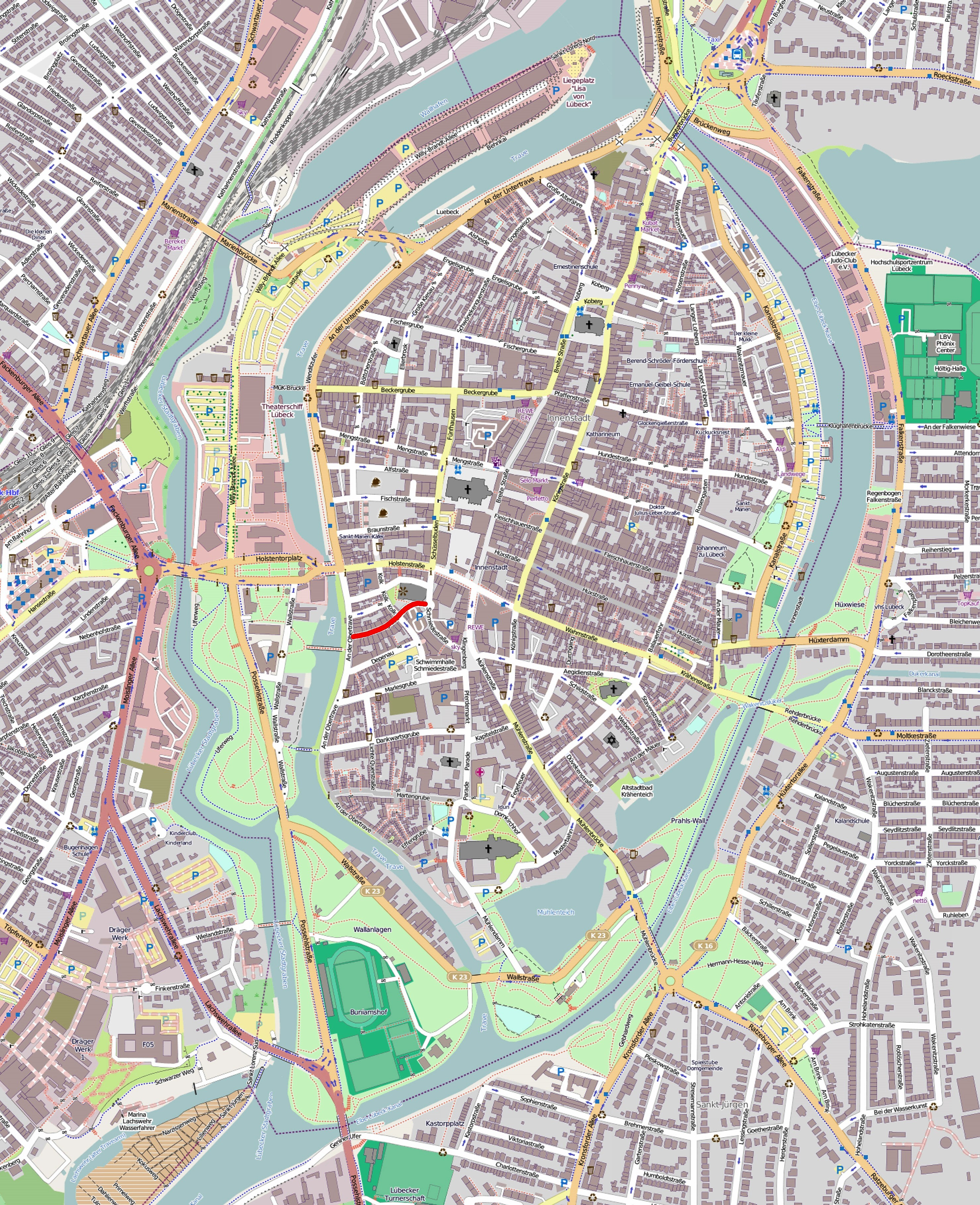
Die Große Petersgrube (rot markiert)

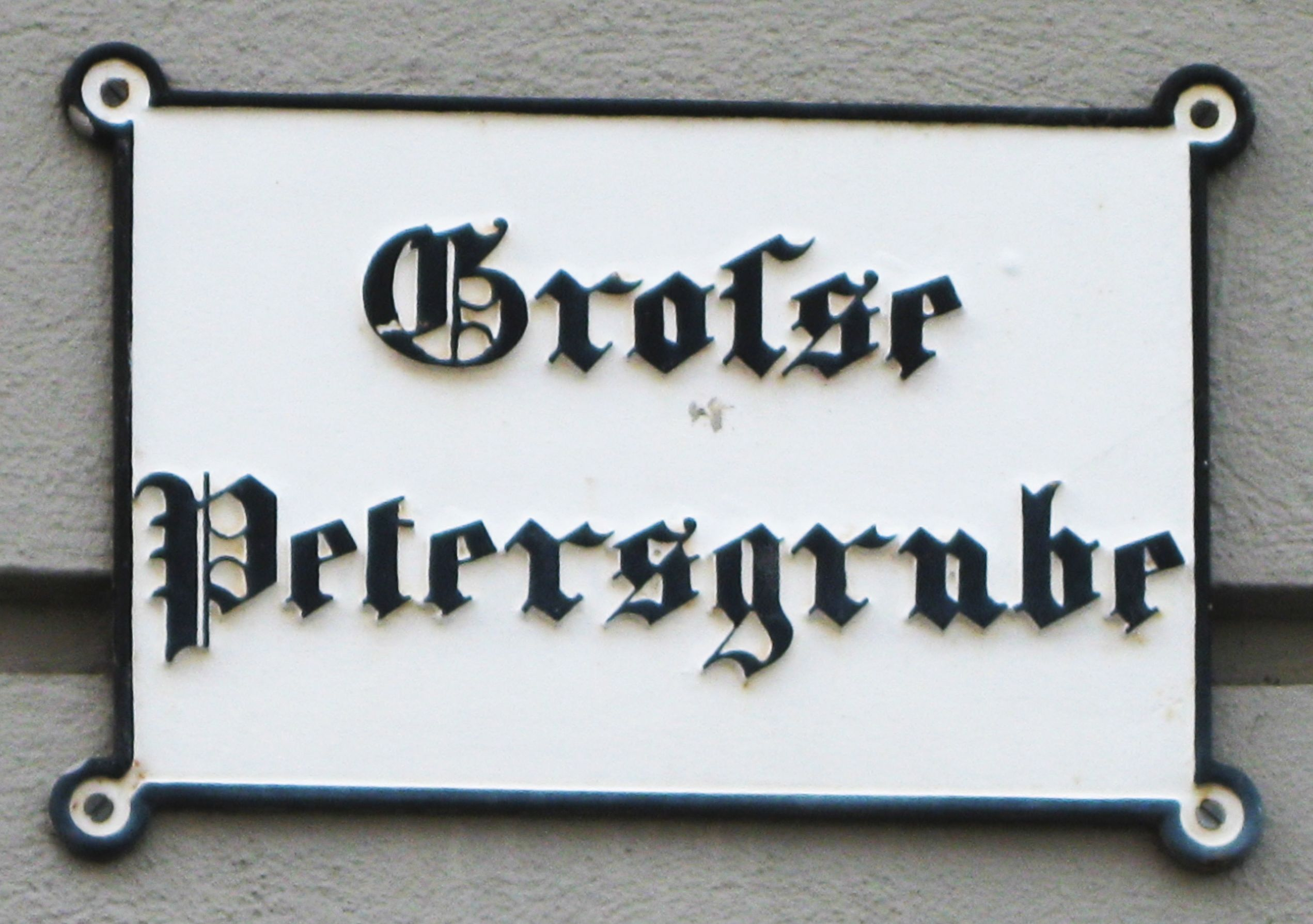
Straßenschild aus der Mitte des 19. Jahrhunderts

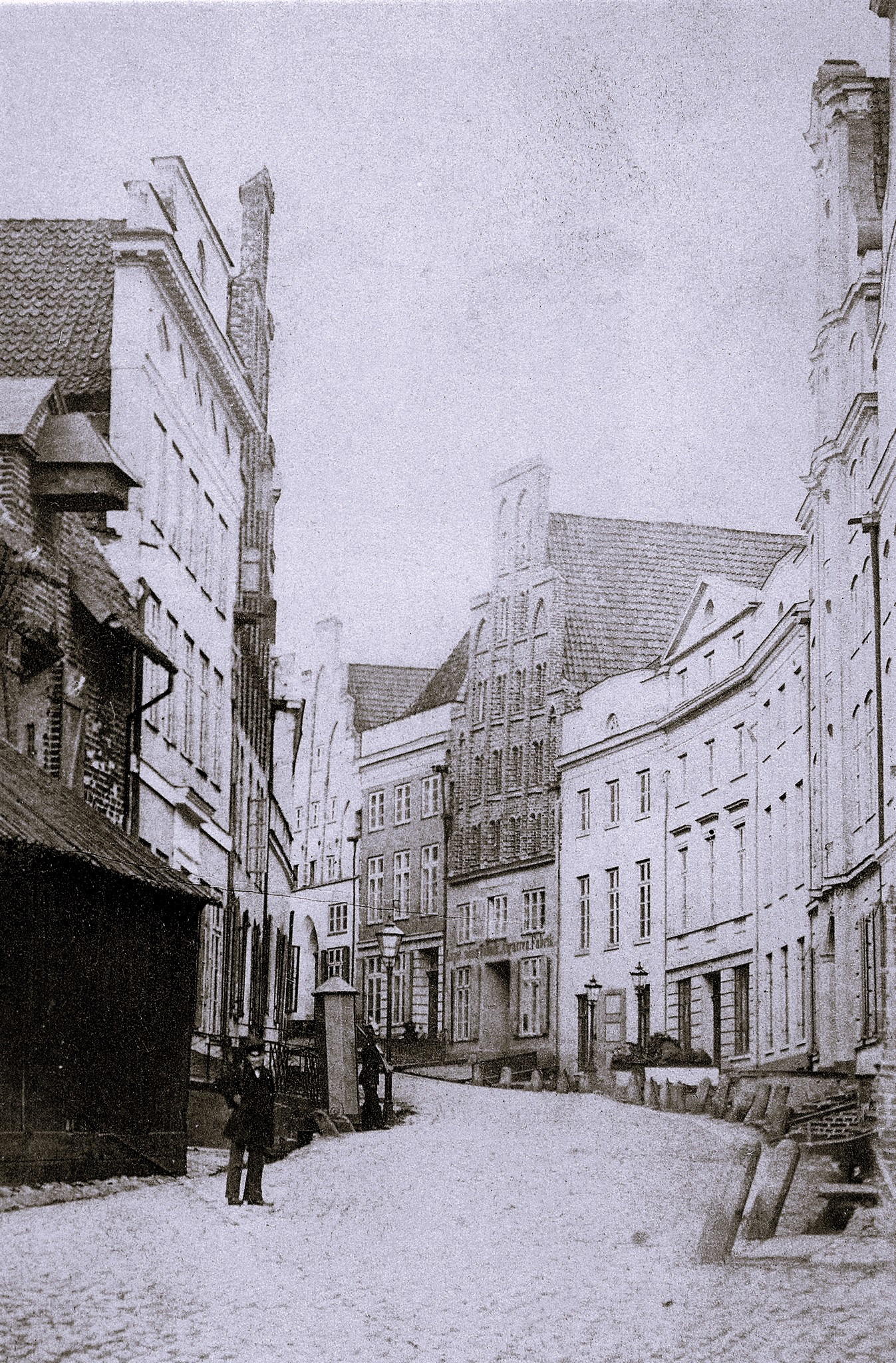
Blick anno 1865

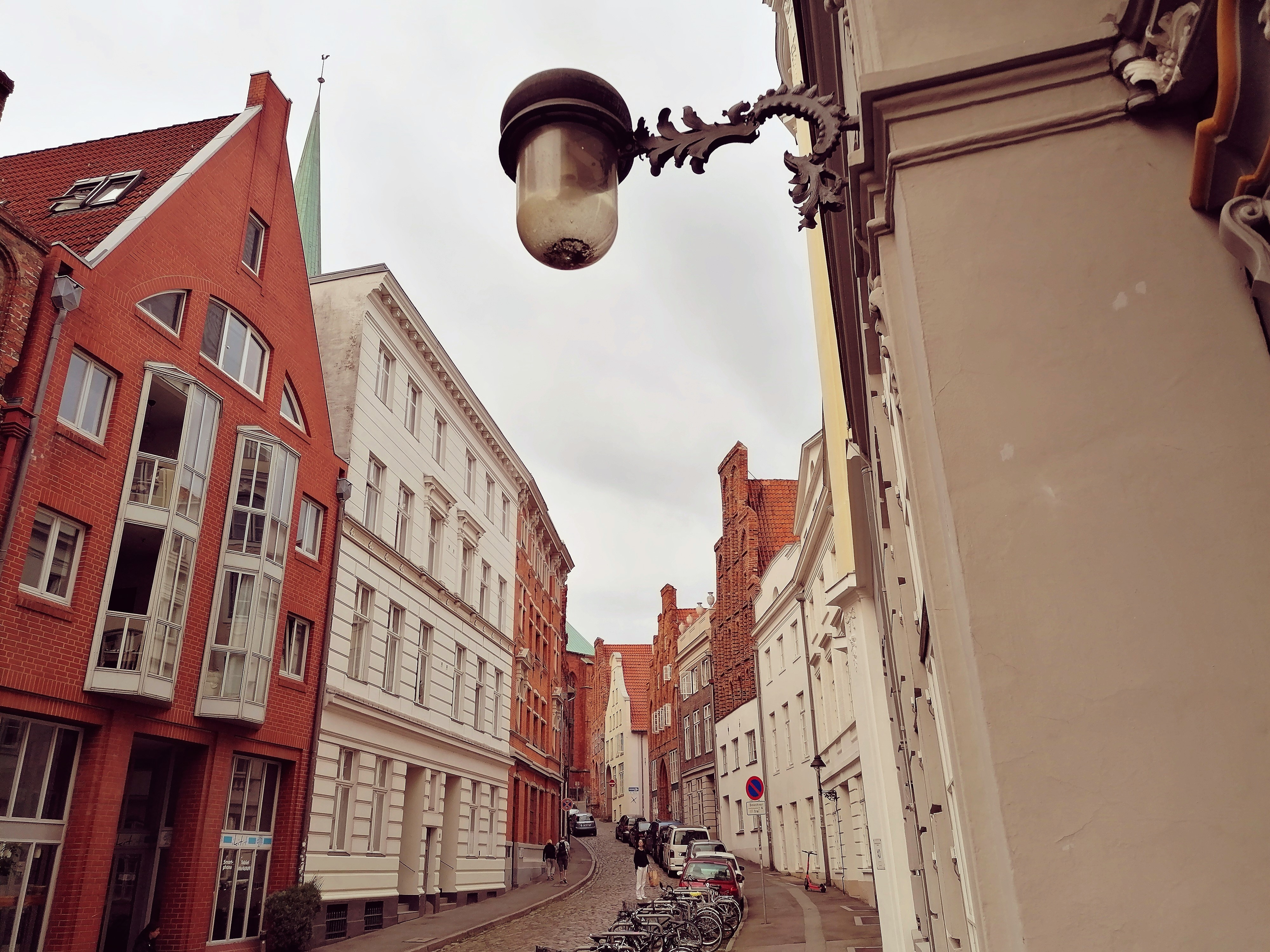
Blick die Straße hinauf

Die Große Petersgrube ist eine Straße in der Lübecker Altstadt. Sie ist Bestandteil des Weltkulturerbes.

## Verlauf
Die Große Petersgrube im Marien Quartier ist eine Rippenstraße, die an der Petrikirche von der Schmiedestraße abzweigt und zum alten Lübecker Binnenhafen An der Obertrave vom Lübecker Sander herabführt. 

## Geschichte
Die Große Petergrube wurde erstmals 1285 lateinisch als fossa sancti Petri urkundlich erwähnt. Ab 1383 niederdeutsch Petersgrove und ab 1550 Grote Petergrove genannt trägt sie ihre hochdeutsche Bezeichnung erst seit 1852. Die meisten Grundstücke der Straße werden Ende des 13. Jahrhunderts oder Anfang des 14. Jahrhunderts als bebaut erwähnt. Die Straße gilt als eines der bedeutenden Ensembles der Lübecker Altstadt. Die Fassaden der durchweg repräsentativen Bürgerhäuser spiegeln die gesamte Baugeschichte Lübecks von der Backsteingotik über Backsteinrenaissance, das Barock und Rokoko bis zum Klassizismus der ersten Hälfte des 19. Jahrhunderts wider. Die notwendige städtebauliche Sanierung der Großen Petersgrube wurde Mitte der 1970er Jahre begonnen und um 1985 weitgehend abgeschlossen. Der Baublock 61 zur Depenau hin wurde im westlichen Bereich zur Trave hin zur Musikhochschule Lübeck ausgebaut, die damit heute etwa zwei Drittel des Blocks 61 für ihre Zwecke als Hochschule nutzt. 2008 diente die Große Petersgrube als einer der wichtigen Außendrehorte für die Neuverfilmung der Buddenbrooks.

Blick auf die Große Petersgrube mit dem Ensemble der Musikhochschule vom Petrikirchturm aus
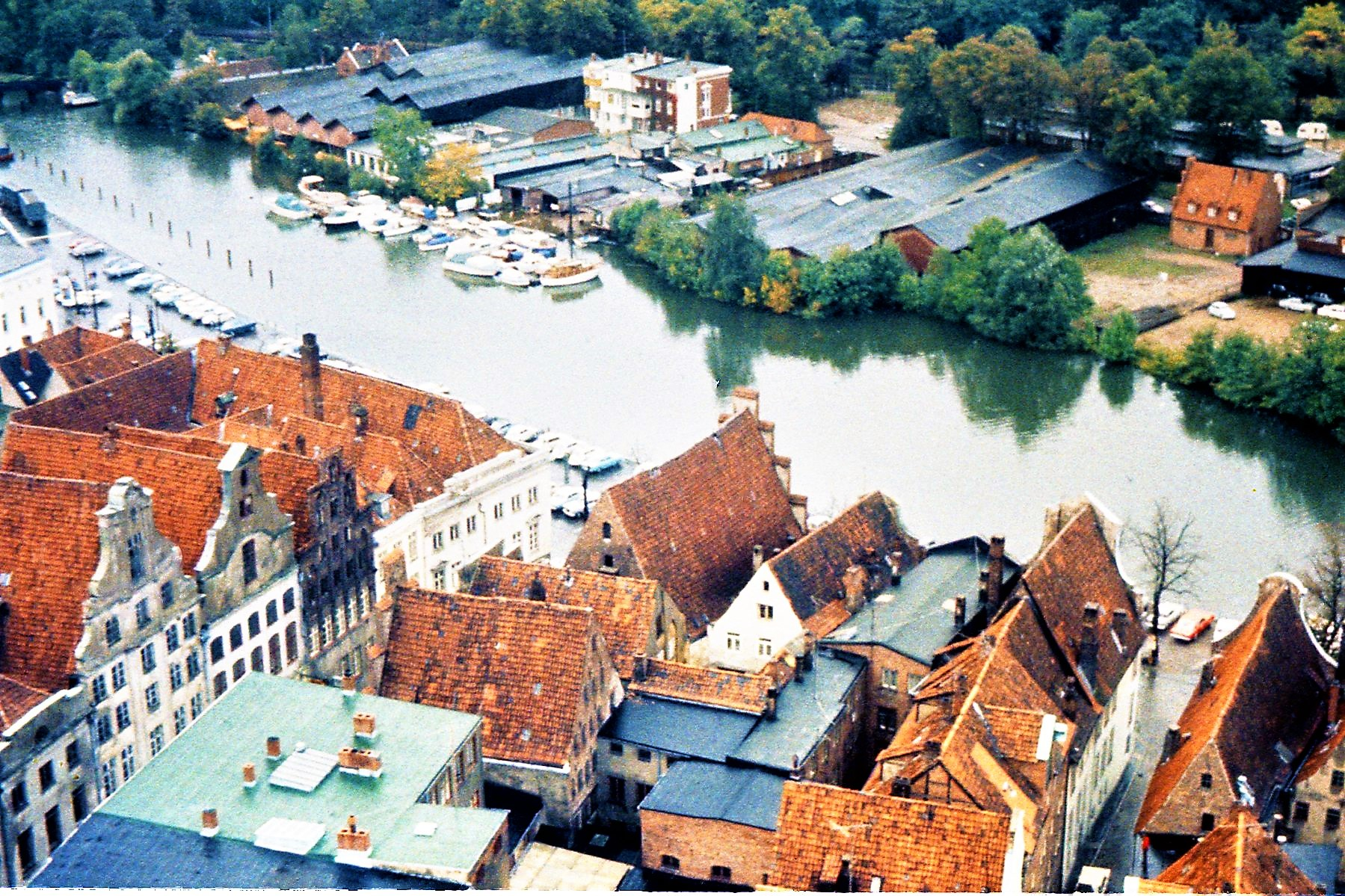
1971
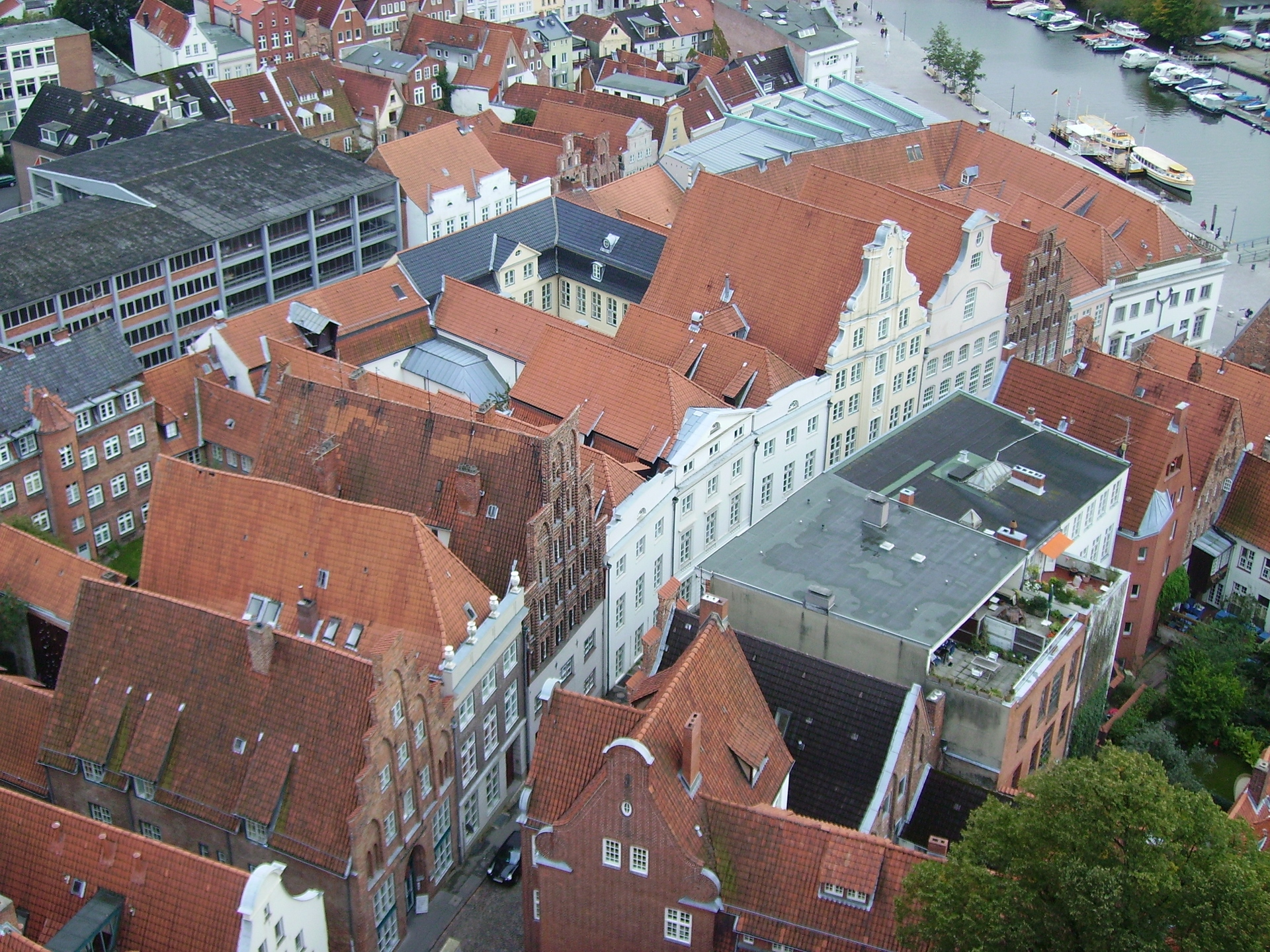
2008

### Nr. 7 und 9
Das backsteingotische Dielenhaus Nr. 7 mit seinem Treppengiebel ist seit der Sanierung 1982 gemeinsam mit dem verputzten barocken Nachbargebäude Nr. 9 ein Studentenwohnheim.

### Nr. 11
Das backsteingotische Giebelhaus an der Ecke zur Kleinen Kiesau war seit dem 15. Jahrhundert nachweislich ein Backhaus. Solche Gebäude durften in Lübeck aus Gründen des Brandschutzes nur auf Eckgrundstücken errichtet werden. Im 19. Jahrhundert gehörte es dem Bäckermeister Schabbel, auf den die Stiftung des Schabbelhauses in der Mengstraße zurückgeht. Heute wird das alte Backhaus vom CVJM als Hostel genutzt.

### Nrn. 17 und 19

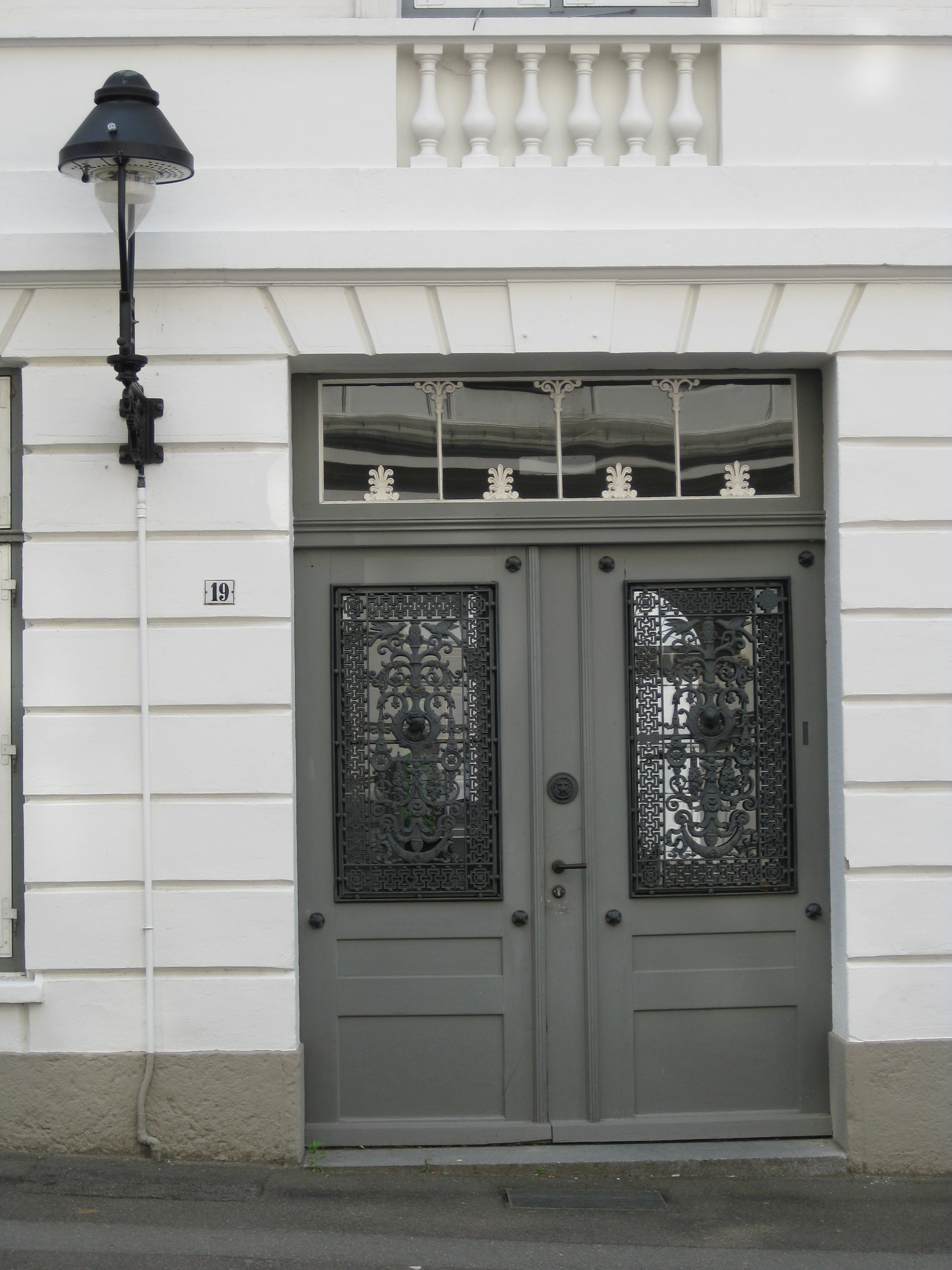
Portal Große Petersgrube 19

Johann Daniel Jacobj wuchs als Sohn des Lübecker Kaufmanns Daniel Jacobi in der Großen Petersgrube der Lübecker Altstadt auf. Sein Geburtshaus ließ er 1825 abbrechen und von dem dänischen Architekten Joseph Christian Lillie im Stil des Klassizismus neu aufbauen. Mit der modernen Hausnummer 19 steht es heute als Teil des historischen Gebäudekomplexes der Musikhochschule unter Denkmalschutz. Jacobj stellte vor seinem Haus auch die gusseisernen Lübecker Löwen auf, die heute vor dem Holstentor ruhen.

### Nr. 23
Der Vorgängerbau dieses 1730 gebauten Hauses mit seiner Rokokofassade fiel den Röderschen Unruhen vom 2. August 1727 zum Opfer. Die Proteste der einfachen Leute richteten sich gegen den rechtzeitig geflüchteten Juristen Joachim Röder (* 1672), der wegen angeblicher Münzmanipulationen in Arrest genommen werden sollte. Das Haus wurde von 1729 bis 1876 als Packhaus genutzt und erst dann wieder als Wohnhaus genutzt.

### Nr. 27

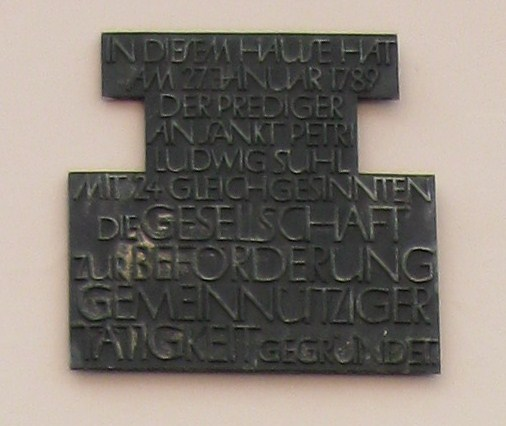
Erinnerungstafel an die Gründung der Gesellschaft an Suhls Wohnhaus in der Großen Petersgrube 27

Das klassizistische Gebäude wurde von 1783 bis 1912 als Wohnhaus für den zweiten Pastor der Petrikirche genutzt. Das Grundstück wurde 1294 erstmals als bebaut erwähnt. Die Bausubstanz geht auf bis auf die Zeit der Renaissance zurück. Im Inneren befindet sich eine bemalte Holzbalkendecke aus dem Jahr 1760.
Die Gesellschaft zur Beförderung gemeinnütziger Tätigkeit ist Lübecks älteste Bürgerinitiative und wurde von dem Prediger an der Petrikirche und späteren Advokaten Ludwig Suhl (1752–1819) in diesem Hause mit seinen Freunden Christian Adolph Overbeck, Johann Julius Walbaum, Anton Diedrich Gütschow, Gottlieb Nicolaus Stolterfoth, Johann Friedrich Petersen und Nicolaus Heinrich Brehmer am 27. Januar 1789 ins Leben gerufen, zunächst als Literärische Gesellschaft zur wissenschaftlichen Unterhaltung und gegenseitiger Unterrichtung.

### Nr. 29

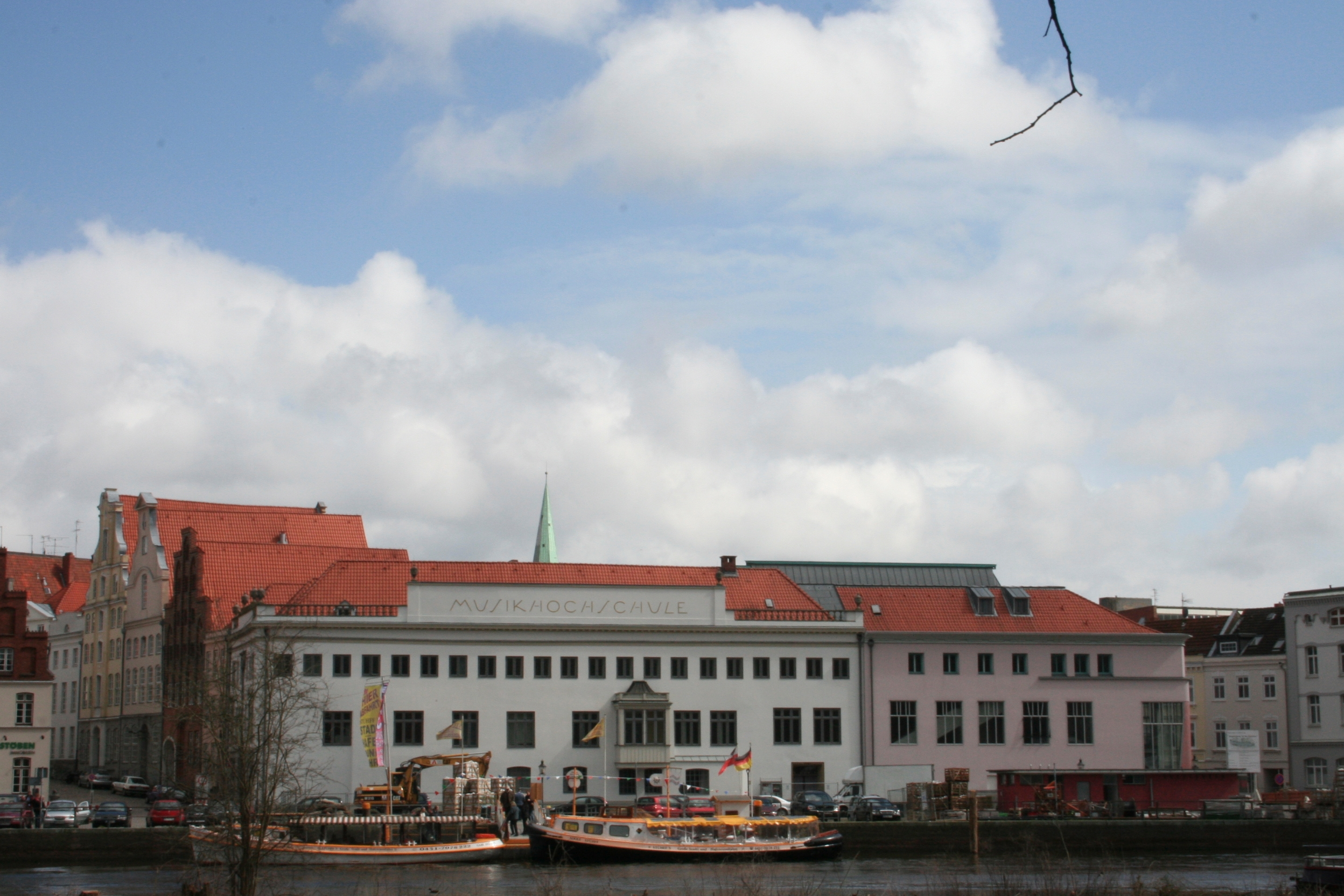
Große Petersgrube 29 (links)

Das repräsentative klassizistische Gebäude Große Petersgrube 29 nimmt fast die ganze Front des Blocks 61 zur Trave hin ein, nur rechts zur Ecke An der Obertrave/Depenau wurde in moderner Architektur das neue Konzertsaalgebäude der Hochschule ergänzt. Dies ist die Fundstelle des Lübecker Münzschatzes, der hier bei den Bauarbeiten gefunden wurde. Die Bebauung geht bis auf das Jahr 1301 zurück, als das Grundstück als Salzhaus genutzt wurde, weil hier die Boote von den Salinen aus Lüneburg und Oldesloe anlegten. Das Gebäude enthält heute noch bemalte Holzbalken aus der Zeit der Renaissance, ist aber ein 1804–1805 entstandener Neubau des dänischen Architekten Joseph Christian Lillie. Ab 1865 befand sich hier die Redaktion der Eisenbahn-Zeitung, deren Schriftzug noch bis zur Übernahme durch die Großhandlung Engel & Mitterhusen in den 1920er Jahren zur Trave hin zu lesen war. Heute steht an dieser Stelle Musikhochschule. Die Dichterin Ida Boy-Ed verlebte in diesem Haus ihre Jugend.